# Enciclică
Enciclica (din latină epistula encyclica, „scrisoare circulară") este un document oficial trimis de papă către credincioșii din toate țările sau dintr-o anumită țară, drept clarificare a unei  chestiuni de doctrină sau de actualitate. Enciclicile au fost redactate de regulă în limba latină, cu unele excepții notabile, precum Non abbiamo bisogno din 1931 („Nu avem nevoie", legată de ascensiunea fascismului în Italia) și cele din 1937: Mit brennender Sorge („Cu îngrijorare aprinsă", legată de ascensiunea național-socialismului în Germania) și Nos es muy conocida („Cunoaștem bine situația", legată de propaganda anticreștină din Mexic).

## Enciclici importante
- Rerum novarum, despre învățătura socială a Bisericii, emisă de papa Leon al XIII-lea în data de 15 mai 1891.
- Quadragesimo anno („În al patruzecilea an“), emisă la 15 mai 1931 de papa Pius al XI-lea sub impresia marii crize economice mondiale. Numele documentului se leagă de enciclica Rerum novarum din 1891, făcând referire la cei patruzeci de ani scurși între timp.
- Non abbiamo bisogno emisă de papa Pius al XI-lea în ziua de 29 iunie 1931, redactată în limba italiană. Documentul are în vedere ascensiunea fascismului în Italia și a național-socialismului în Germania.
- Mit brennender Sorge emisă de papa Pius al XI-lea în ziua de 14 martie 1937. Die Enzyklika behandelt die bedrängte Lage der römisch-katholischen Kirche im damaligen Deutschen Reich und verurteilt Politik und Ideologie des Nationalsozialismus.
- Divini redemptoris emisă de papa Pius al XI-lea în ziua de 19 martie 1937. Documentul tematizează ateismul comunist.
- Mater et magistra über die Kirche als Mutter und Lehrmeisterin von Papst Johannes XXIII. wurde zum 70. Jubiläum der Enzyklika Rerum novarum am 15. Mai 1961 veröffentlicht.
- Pacem in terris („Pace pe pământ“), emisă de papa Ioan al XXIII-lea în data de 11. April 1963, „über den Frieden unter allen Völkern in Wahrheit, Gerechtigkeit, Liebe und Freiheit“.
- Populorum progressio („Progresul popoarelor“), emisă de papa Paul al VI-lea vom 26. März 1967.
- In seiner Sozialenzyklika Laborem exercens über den Wert der menschlichen Arbeit vom 14. September 1981 schreibt Papst Johannes Paul II. die Ethik der Arbeit.
- Sollicitudo rei socialis („Die Sorge über die sozialen Anliegen“) ist eine Enzyklika vom 30. Dezember 1987, in der Papst Johannes Paul II. die katholische Soziallehre weiterentwickelt und sich dabei auf die Problemstellungen des Nord-Süd-Konfliktes konzentriert.
- Centesimus annus („În al o sutălea an“) ist ein am 1. Mai 1991 veröffentlichtes apostolisches Rundschreiben Papst Johannes Pauls II., das 100 Jahre nach der Enzyklika Rerum novarum und über den Niedergang der kommunistischen Staaten in Europa geschrieben wurde.